# Hiệp sĩ Vampire
Vampire Knight (Hiệp sĩ ma cà rồng) là một bộ shojo manga của Matsuri Hino. Tại Nhật Bản, Vampire Knight được xuất bản vào tháng 1 – 2005 trên tạp chí LaLa, tại Việt Nam Nhà xuất bản Kim Đồng đã mua bản quyền xuất bản với bản quyền tên hiện tại là Hiệp sĩ Vampire và tại Bắc Mĩ vào tháng 6 - 2006 trên tạp chí Shojo Beat. Sau 9 năm sáng tác, bộ truyện kết thúc vào tháng 5-2013, có tất cả 17 tập (93 chương). Anime được công chiếu lần đầu tiên vào ngày 7 – 4 – 2008, và sử dụng các diễn viên lồng tiếng từ drama CD.

## Tóm tắt
Ký ức đầu tiên của Yuuki là vào một đêm bão tuyết mùa đông, khi cô bị một vampire (ma cà rồng)) tấn công và được cứu sống bởi Kaname Kuran , một vampire khác. Mười năm sau đó, Yuuki Kurosu, con gái nuôi của hiệu trưởng học viện Cross, đã trưởng thành và trở thành giám sát sinh của học viện, với hai nhiệm vụ: bảo vệ Lớp Ban ngày (của con người) khỏi nanh vuốt của Lớp Ban đêm (dành cho vampire) và che giấu thân phận thật sự của Lớp Ban đêm khỏi học sinh Lớp ban ngày. Kaname Kuran, vị cứu tinh của Yuuki, là thủ lĩnh lãnh đạo Lớp ban đêm với cánh tay phải Takuma Ichijou. Đồng đội của Yuuki là Zero Kiryu, người bạn thời thơ ấu sinh ra trong một gia đình thợ săn vampire, cực kì căm thù những vampire đã hủy hoại thân nhân của cậu. Cậu quyết tâm tiêu diệt toàn bộ vampire và không bao giờ tin tưởng chúng.
Nhưng định mệnh nghiệt ngã, chính Zero lại trở thành vampire vì cậu bị Shizuka Hiou, một vampire thuần chủng, cắn từ lúc còn nhỏ trước khi cô ta ra tay giết cả nhà cậu. Về sau, sự thật được lộ ra là Yuuki là con gái ruột của gia tộc Kuran, một gia tộc vampire thuần chủng. Cô và Kaname được nuôi dưỡng như anh em ruột nhưng thực chất lại được đính hôn với nhau, đây là điều bình thường khi anh em vampire thuần chủng lấy nhau. Kaname đã đánh thức phần vampire trong Yuuki, phần đã bị mẹ của Yuuki phong ấn vì bà muốn Yuuki có một tương lai tốt hơn bằng cách trở thành người. Người bạn thân của Yuuki, Yori-chan dù biết rằng cô là vampire, Yori vẫn chấp nhận và vẫn xem cô là bạn tốt. Khó khăn xảy đến cho Yuuki trong thời gian đầu cô biến thành vampire. Cô không chịu được ánh nắng ban ngày, nhạy cảm vs mọi thứ, khó kiềm chế cơn khát của bản thân.
Tiếp đó là vô số những rắc rối từ sự hồi sinh của Rido Kuran - chú của Yuuki và cũng là người thầm thương trộm nhớ Juuri. Ông được tái sinh bởi máu của thuần chủng Kaname, gây ra những mối nguy hiểm cho khối ban ngày. Để bảo vệ sự an toàn của khối ngày, khối đêm đã chính thức chiến đấu. Lúc ấy, Zero được em người em song sinh Ichiru hy sinh để cho Zero ăn mình, có được năng lực của Hunter mạnh nhất. Rido Kuran đã bị giết, thế nhưng số phận thật trớ trêu khi Zero và Yuuki thích nhau nhưng mỗi người lại mang trong mình những bí mật cùng thân thế đối nghịch. Yuuki là con gái của gia tộc vampire thuần chủng mạnh nhất, trong khi đó Zero lại là con trai của gia đình Hunter, gia đình cậu bị sát hại bởi vampire thuần chủng.

## Đặc điểm
Những vampire trong Vampire Knight có những đặc điểm của từng loài riêng biệt, điều này tương phản với hầu hết những câu chuyện về ma cà rồng khác thường mô tả ma cà rồng như những con người bị biến chất. Trong Vampire Knight, vampire có thể có con với nhau hoặc có con với người thường, và sống lâu hơn người thường rất nhiều (ví dụ: vampire thuần chủng là sinh vật có cuộc sống gần như bất tử). Vampire thích sống trong bóng tối và không ưa ánh mặt trời, nhưng phơi nắng không làm hại họ. Họ cũng được miễn nhiễm với các nỗi sợ hãi thông thường của vampire như thánh giá, tỏi và nước thánh. Họ cũng có thể hồi phục nhanh chóng và dễ dàng sau khi bị thương, vì thế rất khó giết họ nếu như không dùng đến vũ khí chuyên dụng dùng trong việc săn vampire.
Vampire trong Vampire Knight tổ chức xã hội của mình dựa trên mức độ thuần chủng. Cấp A là Thuần chủng, một nhóm vampire thiểu số nhưng lại rất có quyền lực. Chỉ một cú cắn của Thuần chủng cũng có thể biến một người thường thành vampire. Anh chị em Thuần chủng thường cưới nhau để bảo vệ dòng máu thuần chủng, đây không phải điều hiếm có. Cấp B là những vampire quý tộc với những năng lực cấp cao. Những vampire bình thường thuộc cấp C, đây là nhóm có số lượng đông nhất. Cấp D là những vampire từng là người; họ chỉ là một nhóm nhỏ, vì biến người thành vampire là việc bị cấm và theo luật, trừ khi người đó đồng ý biến thành vampire, cấp A mới có thể làm điều này. Cấp cuối cùng, cấp E, bị tách riêng ra khỏi các nhóm khác vì đây là những vampire từng là người, dần trở nên mất lý trí và điên loạn. Thoái hóa xuống cấp E được cho là số phận không thể tránh khỏi của những vampire từng là người, bởi họ không bao giờ thừa nhận bản năng vampire và nhu cầu cần máu của mình (họ sẽ bị hunter tiêu diệt). Cấp D và E bị lọt ra ngoài tầm quan tâm của cấp B.
Ma cà rồng đã gây chiến với những người săn chúng trong hàng thế kỉ, mặc dù sự tồn tại của vampire, và cả cuộc chiến, vẫn còn là bí mật đồi với hầu hết loài người. Họ không lớn lên theo thời gian và tuổi của con người. Hầu hết đều có vẻ đẹp lộng lẫy. Ngoài ra, ma cà rồng có khả năng xóa ký ức và đưa người thường vào giấc ngủ một cách rất nhanh chóng.

## Các nhân vật

### Nhân vật chính
Yuuki Kurosu, (Kurosu Yuuki), (Cross Yuuki); về sau trở về với tên thật là Yuuki Kuran (Kuran Yuuki, Hán-Việt: Cửu Lan Ưu Cơ), (Clan Yuuki) (Tên của cô trong tiếng nhật tạm dịch thì có nghĩa là công chúa Dịu dàng của Viên ngọc màu đen)
Kuran Yuuki, nhân vật chính, sinh ngày 25 tháng 12 năm 16 tuổi, cao 1.52m, nhóm máu O. Yuuki có vẻ ngoài hoạt bát, dễ thương, là nữ thần trường học, con gái nuôi của hiệu trưởng học viện Kurosu, và là một thành viên trong ủy ban bảo vệ của học viện, làm nhiệm vụ bảo vệ học viện (giữ khoảng cách và bảo vệ lớp ngày trước lớp đêm). Thân phận thực sự của cô là công chúa huyết tộc, em gái và cũng là vị hôn thê của ma cà rồng thuần huyết, người mà cô thích Kaname Kuran.
Được tác giả xây dựng cho hình tượng hoàn hảo là vậy nhưng chính sự đa tình của cô đã phá hỏng tất cả. Yuuki cứ mãi dùng dằng giữa hai nam chính là Kaname và Zero. Tình cảm không dứt khoát khiến cả hai anh chàng đều bị tổn thương rồi dẫn đến mâu thuẫn đánh nhau người sống kẻ chết. Trong những hoàn cảnh quan trọng thì Yuuki mạnh mẽ nửa mùa này chỉ biết bất lực khóc lóc.
Tình yêu không dứt khoát của cô kéo dài đến tương lai, làm khổ hai nhân vật Kaname và Zero. Đến nỗi mà người ta cho rằng cái kết hay nhất là nam chính và nam phụ hãy đến với nhau, và bỏ quách nữ chính đi cho rảnh nợ. 10 năm trước khi xảy ra sự kiện "Vampire Knight", gia tộc Kuran đã bị Rido Kuran tấn công, vì thế Juuri, mẹ của Yuuki, muốn cô sống cuộc sống của một người bình thường, đã phong ấn ký ức, sức mạnh và cả dòng máu vampire thuần chủng của Yuuki với cái giá phải trả cho cuộc sống của cô, hiệu trưởng Kurosu nhận nuôi Yuuki. Cô mất toàn bộ ký ức trước vụ tấn công, nhưng từ khi Kaname giải cứu cô khi cô bị một vampire tấn công, cô đã nuôi dưỡng những cảm giác thầm kín dành cho anh. Cô ngưỡng mộ Kaname từ nhỏ tới lớn. Yuuki là một cô gái vui vẻ và vô tư. Cô cũng để cho Zero Kiryuu, người bạn thân từ nhỏ, uống máu của mình, với hy vọng cứu cậu khỏi bị điên loạn. Cô quan tâm sâu sắc đến Zero, và có những cảm xúc mạnh mẽ với cậu. Trong chương 35, mọi chuyện được phơi bày rằng cô là đứa con gái được che giấu của gia tộc Kuran, gia tộc vampire thuần chủng mạnh nhất. Cô và Kaname được đính hôn với nhau; đây là điều bình thường khi những vampire anh em lấy nhau, chuyện đó lại càng đương nhiên hơn khi sinh ra trong gia tộc Kuran. Dĩ nhiên Yuuki cũng có những sức mạnh của vampire thuần chủng, và điều này đã được thể hiện trong chương 36. Khi Yuuki vượt qua được cú sốc về cái chết của cha mẹ để bảo vệ mình, cô đã đột nhiên tạo ra những vết nứt trên cửa sổ. Yuuki còn khá đặc biệt (giống mẹ cô, Kuran Juuri), có khả năng sử dụng vũ khí của Hunter. Nguyệt côn (Artermis) đã biến thành lưỡi hái tử thần khi ở trong tay Yuuki.
Ở chương 37, trong một cuộc nói chuyện ngắn với Zero, Yuuki cho rằng bản thân đã không còn như trước nữa. Zero có thể cảm nhận được Yuuki là một vampire thuần chủng và chĩa Bloody Rose về phía cô. Yuuki khẳng định rằng bây giờ phần vampire đã nuốt chửng phần người trong cô và Yuuki mới này hoàn toàn không giống Yuuki mà Zero từng biết nữa. Hai người họ đã hình thành nên khoảng cách, ranh giới giữa tình bạn của họ đã bắt đầu, kéo theo đó là những chuỗi ngày tự dằn vặt bản thân của mỗi người.
Chương 39, bạn thân nhất của Yuuki, Yori, biết được về phần vampire trong Yuuki, nhưng vẫn ôm cô, bảo cô là ngốc nghếch vì đã cố lẩn tránh và giữ khoảng cách với Yori. Một số thành viên lớp ngày được phép giữ lại ký ức về lớp đêm, trong đó có Wakaba Yori. Kaname cũng lên kế hoạch đem Yuuki rời khỏi học viện.
Cô cũng rất nhạy cảm với ánh mặt trời, vì đó là lần đầu tiên cô từng nhìn ánh mặt trời với đôi mắt của một vampire. Trước sự mất trí nhớ của cô, bố mẹ cô giữ cô trong một căn phòng dưới mặt đất được trang bị kĩ, tránh không cho các vampire khác tìm được cô.

Zero Kiryuu (Kiryuu Zero) (Kiryu Zero) (Hán-Việt: Trùy Sinh Linh) (Tên của anh trong tiếng Nhật tạm dịch thì có nghĩa là Cái dùi có sự sống)
Sinh ngày 24 tháng 10, tuổi 17, cao 1.81m, nhóm máu A. Là bạn thân nhất của Yuuki. Zero cũng là thành viên của tổ Sao Đỏ. Ngay ngày gặp đầu tiên, Yuuki đã chăm sóc và dành cho Zero tình cảm đặc biệt. Tuy nhiên, ban đầu, Zero thì tỏ ra lạnh lùng, xa cách. Gia đình của cậu, một gia đình chuyên săn vampire, đã bị vampire thuần chủng Shizuka Hiou giết từ khi cậu còn bé. Cậu nuôi dưỡng lòng căm hận sâu sắc đối với vampire và khẳng định việc cậu tham gia vào bảo vệ học viện là để học cách săn đuổi vampire tốt hơn. Sự thật, Zero đã bị cắn trong khi gia đình cậu bị tấn công và vì thế đã biến thành vampire, điều này đã được cậu giữ kín, kể cả với Yuuki cho đến khi những bản năng vampire trong cậu bắt đầu lộ ra và trở nên không thể kiểm soát được nữa. Vì cơ thể Zero đào thải những viên máu mà vampire thường dùng để kiểm soát cơn đói của mình. Khi biết cậu là một vampire, Yuuki vẫn ở bên, tự nguyện để Zero uống máu mình, giúp cậu thỏa mãn sự thèm máu, nhưng cuối cùng thì Zero cũng đang dần thoái hóa xuống thành vampire cấp E. Câu chuyện cũng ngụ ý rằng Zero có những cảm xúc lãng mạn với Yuuki. Cậu suýt hôn Yuuki hai lần cho thấy cậu có tình cảm với cô. Ở chương 35, cậu phát hiện ra Yuuki là một vampire, và trong chương 37 cậu chĩa súng vào cô, điều này khiến Yuuki phải nói cho cậu rằng phần vampire đã ăn mất phần người của cô.
Zero hiện đang được Hiệp hội Thợ săn chú ý. Ở chương 39, Zero được cho là có thể là một người quan trọng, quyết định đến sự thành bại của việc báo thù của Kaname và Yuuki. Như Kaname đã nói, Zero là một thợ săn vampire xuất thân từ một dòng dõi hunter xuất sắc, đã có từ rất lâu. Và nhờ vào việc uống máu của hai vampire thuần chủng thuộc gia tộc Kuran, là Kaname và Yuuki, Zero sẽ trở thành thợ săn mạnh nhất và là người duy nhất có khả năng giết Rido - nhân vật phản diện chính của câu chuyện.
Vào cuối chương 39, em trai song sinh của Zero, Ichiru bắn Zero vào ngực bằng khẩu súng chuyên dùng để giết vampire của Zero. Vũ khí của Zero là khẩu súng "Hoa hồng đẫm máu", được hiệu trưởng của học viện đưa cho cậu. Cậu đã bắt Yuuki hứa rằng nếu cậu trở thành một vampire cấp E, cô sẽ giết cậu bằng khẩu súng này. Theo dòng câu chuyện ở các chương tiếp theo là sự trỗi dậy của một thuần chủng khác - Sara Shirabuki - kẻ có tham vọng trở thành nữ hoàng thống trị cả vampire lẫn con người đã gặp và lên kế hoạch ly gián Yuuki-Kaname, lôi kéo Zero bằng cách cho cậu ta biết được tội lỗi của lớn nhất Kaname hòng kéo Zero về phía cô ta. Ở chương 78, Zero không cho phép Yuuki đụng vào Sara khi biết được tội lỗi của Kaname mặc dù người hầu của Hanadagi đã nói chính Sara mới là kẻ giết các thuần chủng (Ouri và Hanadagi).
Zero uống máu của Sara để có sức mạnh. Anh cũng cho Yuuki uống máu mình để xoa dịu cơn đói. Dù biết trái tim Yuuki có hình bóng của chàng trai khác tên Kaname, anh vẫn không thể quên cô.
Yuuki đã xóa trí nhớ của Zero để đi tìm Kaname. Nhưng cuối cùng, Zero vẫn nhớ lại. Mối liên hệ với Yuuki cũng giúp Zero quên đi mọi hận thù, kể cả sự căm hận anh dành cho vampire – người góp phần không nhỏ vào tuổi thơ bất hạnh của anh. Ở tập cuối, sau cuộc chiến với Rido, Kaname rơi vào trạng thái ngủ đông còn Yuuki sinh một bé gái tên Ai với anh. Zero chấp nhận mọi thứ và sống cùng gia đình Yuuki, động viên và giúp đỡ cô, cho dù cuộc sống của anh ngắn ngủi hơn cô. Tình cảm chân thành của anh làm Yuuki cảm động, rồi cô sinh một bé trai tên Ren cho anh. Trong khi đó, cô bé Ai lại yêu đơn phương Zero và không thể tranh giành với Yuuki. Nhưng trong bản anime, Yuuki và Kaname cùng rời đi, còn Zero ở lại trường chờ lần trùng phùng tiếp theo của họ.
Trong Vampire Knight, về mặt tức giận, Zero Kiryuu chính là hàng đầu cho ví dụ này. Zero là một Vampire được tái sinh lại từ con người và là một thợ săn Vampire được đào tạo, cùng với anh trai sinh đôi Ichiru, bởi Toga Yagari. Ban đầu, anh tỏ ra rất bình tĩnh và hòa giải. Hơn thế nữa, anh là một người rất tốt bụng. Zero phơi bày tình cảm dành cho Yuuki Cross, và hành động rất cẩn trọng. Tình thế thay đổi khi một sự thật gây sốc được tiết lộ: Yuuki Cross là một PureBlood-Vampire (Vampire thuần chủng). Đó chính là thời điểm khi Zero trở thành một cậu thanh niên rất rất tức giận. Anh bắt đầu hành động thù địch và lạnh lùng đối với Yuuki yêu dấu của mình. Mặc dù vậy, người anh ghét nhất lại là Kaname Kuran – được cho là anh trai của Yuuki. Lý do đằng sau nỗi tức giận của anh lại được tìm thấy trong quá khứ của mình: Anh đã từng bị cắn bởi một Vampire, và do đó, lòng căm thù của anh luôn hướng tới sự phát triển của Vampire. Đó chính là lý do tại sao, ngay cả đối với Yuuki- người bạn gần gũi nhất của anh và có lẽ là người con gái anh thầm yêu – chính là một Vampire thuần chủng là quá đau đớn để anh có thể chịu đựng!
Kaname Kuran (Kuran Kaname) (Clan Kaname) (Hán-Việt: Cửu Lan Xu) (Tên của anh trong tiếng Nhật tạm dịch thì có nghĩa là chiếc then chốt cửa hình hoa Lan được làm bằng đá quý màu đen)
Sinh ngày 26 tháng 4, tuổi 18, cao 1.84m. Một vampire thuần chủng. Anh đã cứu Yuuki khỏi bị một vampire khác tấn công khi cô mới 5 tuổi. Kaname là lớp trưởng Lớp ban đêm, lớp riêng dành cho ma cà rồng, được những bạn học kính sợ và tôn trọng vì bản tính lạnh lùng và kiệm lời của mình. Bản chất con người của Kaname luôn mâu thuẫn. Chẳng ai có thể biết Kaname suy tính gì. Anh là một kẻ thông minh bậc nhất và coi những người xung quanh như quân cờ trên bàn cờ vua của mình. Kaname khát khao hòa bình cho con người và ma cà rồng, luôn cố gắng cùng với vị Chủ tịch để làm cho điều đó xảy ra. Cậu ta có khả năng điều khiển những vampire cấp thấp hơn, nhưng cậu ta lựa chọn không làm điều đó bởi cậu tôn trọng cả ma cà rồng lẫn con người, tuy bên ngoài anh trông giống như một cậu thanh niên 18 tuổi, nhưng thực ra anh đã vượt xa con số 10000 tuổi.
Đây là nhân vật khiến fangirl bị thu hút bởi vẻ lạnh lùng bên ngoài, nhưng lại ấm áp bên trong. Kaname luôn có dáng vẻ thờ ơ với cuộc đời và nghiêm khắc với mọi người, nhưng lại luôn làm những hành động tử tế với Yuuki, và luôn bảo vệ cô mọi lúc mọi nơi.
Đây cũng là kiểu nhân vật được tác giả "push" dữ dội, mỗi khung cảnh của anh chàng đều toát lên dáng vẻ hững hờ, với phông nền hoa hòe hoa sói. Kaname có nội tâm khá phức tạp, tuyến câu chuyện rối rắm và càng ngày càng phức tạp dần lên, khiến người đọc cảm thấy bị hút mãi vào bên trong.
Thường thường, Kaname bình tĩnh, tinh tế và kiêu căng nhưng hoàn toàn thay đổi khi ở bên Yuuki, trở nên dịu dàng và quan tâm hơn. Cậu ta không bao giờ che giấu việc mọi thứ cậu ta làm đều là vì Yuuki. Anh đã chứng tỏ trong một khung cảnh lãng mạn rằng anh rất quan tâm đến Yuuki từ khi anh cứu cô. Anh là chồng chưa cưới của Yuuki. Mặc dù không ưa gì Zero Kiryu, anh vẫn dùng Zero như một quân tốt để bảo vệ Yuuki. Kaname muốn Yuuki trở thành một vampire và sống bên cạnh anh vĩnh viễn, nhưng lại cố xoay sở để ngăn bản thân không cắn cô. Anh cũng ghen ghét Zero vì tình cảm mà Yuuki dành cho cậu, khi Zero cắn Yuuki và đe dọa mạng sống cô nhưng anh buộc phải để Zero sống vì anh quá yêu Yuuki. Anh sợ Yuuki sẽ đau đớn nếu Zero chết. Sau này, anh quyết định cắn Yuuki để đánh thức phần vampire trong cô.
Kaname cũng biết vampire thuần chủng đã cắn Zero, Shizuka Hiou, và sau đó giết cô ta trước khi uống máu cô ta nhằm lấy thêm sức mạnh để bảo vệ Yuuki, mặc dù đó là một điều cấm kị khủng khiếp. Trong chương 36 đến chương 38, Kaname tưởng chừng là anh trai của Yuuki nhưng thực chất không hề đơn giản như vậy. Mọi chuyện đã được sáng tỏ hơn nữa rằng Haruka và Juuri Kuran có một đứa con trai cũng tên là Kaname, nhưng đã bị Rido giết chết ngay từ khi còn rất nhỏ để Kaname có thể ăn thịt và uống máu như ở trong chương 61. Rất hối hận về việc làm của mình, Kaname đã tự biến mình thành một đứa trẻ để có thể chuộc lỗi về việc mất con cho vợ chồng Juuri và Haruka. Kaname là tổ tiên của gia tộc Kuran vì vậy đã được Rido khai quật lên khỏi mộ, Rido đã trở thành "ông chủ" của Kaname và khiến cho anh không thể giết ông ta được (so sánh với mối quan hệ giữa Shizuka Hiou và Zero). Haruka và Juuri, cha mẹ của Yuuki, nuôi dưỡng Kaname như anh trai của Yuuki, mặc dù Kaname không bao giờ hoàn toàn là con trai của họ. Yuuki và Kaname được dự định cưới nhau từ khi còn nhỏ, theo gương của Juuri và Haruka, cũng là anh em và cũng đã lấy nhau. Thêm một điều nữa, Kaname để cho Zero uống máu của mình để ngăn chặn Zero khỏi bị điên loạn, tránh cho Zero không bị thoái hóa xuống thành vampire cấp E khi đến lúc. Về sau Kaname đưa Yuuki trở lại ngôi nhà của cô sinh ra và thú nhận mọi tội lỗi của mình về việc giết cả hội đồng Nguyên Lão. Phân thân của Kaname là dơi. Kaname muốn giết hết các thuần chủng. Vào tập cuối, Kaname đã lấy trái tim của mình để quăng vào lò, làm nguyên liệu cho vũ khí tiêu diệt Vampire mới. Sau khi Kaname chết đi, Aidou Hanabusa đã tìm được một quyển sách cũ nát, trong đó là bút tích của Kaname về việc biến Vampire thành người. Khi lò luyện lần nữa bùng cháy, nhưng không thể lấy lại trái tim cho Kaname, sau khi Zero chết (khoảng 1000 năm) Yuuki đã dùng sinh mạng của mình để khiến anh sống lại và biến thành người. Cô có với anh một người con gái. Lúc cuối, Yuuki đã nhờ hai con của mình nhắn với Kaname rằng: "Em muốn trao tặng anh, người em yêu thương... Thế giới em đã cảm nhận khi còn là một con người".
Takuma Ichijou (Ichijou Takuma) (Hán-Việt: Dạ Gian Bộ)
Sinh ngày 23 tháng 11, tuổi 18, cao 1.84m, Vampire LEVEL B. Là hội phó của Lớp ban đêm, là một vampire quý tộc, dù rất mạnh nhưng vẫn không thể so sánh được với Kaname, người mà cậu rất thân thiết và ngưỡng mộ. Ichijou có vẻ ngoài khá là tử tế và thiếu hẳn không khí u ám thường bao quanh hầu hết vampire, càng khiến cho cậu nhìn giống con người. Sở thích của Ichijou là đọc manga; trong một chương, dường như cậu ép Aidou đọc một series manga về vampire. Sức mạnh của Takuma là phá vỡ vật chất ở cấp độ phân tử nhưng có vẻ anh thích sử dụng katana hơn
Takuma có vẻ nhận biết được về mối quan hệ của Kaname và Yuuki, và từng hỏi Yuuki vì sao mối quan hệ hiện tại của cô và Kaname không còn giống như ngày xưa khi cô còn nhỏ. Ông của Takuma, là một thành viên của Viện Nguyên Lão và rất mạnh, đã dạy dỗ và rất kì vọng vào cậu. Lý do ông của Takuma cho phép cậu vào học ở học viện Kurosu là để theo dõi Kaname. Tuy nhiên, Takuma không muốn làm tổn thương Kaname vì họ là bạn tốt.
Takuma được yêu cầu đem Senri Shiki (đã bị Rido Kuran chiếm hữu) trở lại học viện, nơi Rido sẽ tìm kiếm "đứa trẻ đó" (ám chỉ Yuuki). Mặc dù Takuma không muốn làm Kaname tổn thương bằng cách mang Rido đến học viện, nhưng cậu không thể từ chối vì cậu đã được hạ lệnh làm điều đó bởi chính ông của mình. Cậu cứu Rima Tohya khỏi bị Rido giết khi cô giáp mặt ông ta và cố gắng giải phóng Shiki và ngừng cuộc chiến giữa Kaname và Rido để cho Shiki, người mà thể xác đang bị Rido sử dụng không bị thương. Về sau anh phục vụ cho Sara. Trong chương 84, anh đã lấy khẩu hoa hồng đẫm máu và dí súng vào Zero. Anh đã nói là không muốn Kaname hay Sara chết. Anh cảm thấy ghen tị vì Zero đối với Yuuki, Kaname và Sara đều "hữu dụng". Anh bắt Yuuki và Kaname phải bỏ vũ khí xuống nếu không Zero sẽ chết. Có thể hiểu Takuma có tình cảm với Sara dù nó pha trộn với cả sự thương hại (tình cảm đó vẫn chưa trở nên sâu đậm)
Hanabusa Aidou (Aidou Hanabusa) (Aido Hanabusa) (Hán-Việt: Lam Đường Anh)
Sinh ngày 27 tháng 9, tuổi 17,cao 1.77m. Là một vampire LEVEL B. Được các nữ sinh của Lớp ban ngày đặt tên là "Idol". Cùng với người bà con Akatsuki Kain, Hanabusa Aidou được biết đến giữa Lớp ban đêm như là "cánh tay phải của Kaname-sama", và có sự ngưỡng mộ mãnh liệt dành cho Kaname. Aidou là một vampire quý tộc và có khả năng điều khiển băng tuyết. Mặc dù vào một lúc nào đó cậu xuất hiện rất vui vẻ và thân thiện, cậu có thể nhanh chóng trở nên đầy thù hận và độc ác ngay sau đó. Mặc dù trung thành với Kaname, cậu có khuynh hướng vượt quá giới hạn, và kết quả là Kaname phạt cậu nếu cậu phát hiện ra. Cậu cũng biết rằng Zero là một vampire, dù vậy cậu không kể chuyện này cho bất cứ ai vì cảm thấy dù sao đi nữa thì nó cũng sẽ không đem lại lợi ích cho mình, và vì cậu không tìm thấy bất cứ niềm vui nào trong việc tiết lộ bí mật.
Thêm một điều nữa, trong khi Yuuki đang giải quyết việc hai nữ sinh Lớp ban ngày (một trong hai đang chảy máu) đã xâm phạm giờ giới nghiêm buổi tối, cậu và Kain bất thình lình xuất hiện và Yuuki trở nên cảnh giác. Yuuki e ngại rằng họ có thể sẽ làm gì các cô gái nhưng Aidou nói rằng họ đến đặc biệt để gặp Yuuki. Yuuki đã bám vào cây để nhảy xuống, vô tình để cho tay mình bị cành cây cào đến chảy máu, và mùi máu của Yuuki đã thu hút họ. Aidou liếm sạch máu khỏi tay Yuuki. May thay, hai cô gái đã ngất xỉu và họ được đưa đến chỗ hiệu trưởng để xóa đi ký ức về vụ việc.
Aidou không thích Yuuki và cũng không thích sự chăm sóc mà Kaname dành cho cô, nhưng vẫn chấp nhận sự hiện diện của cô vì Kaname yêu cô. Cậu ít khi thể hiện sự tôn trọng đối với Yuuki, thường gọi cô là "Yuuki Kurosu" hoặc chỉ là "Ê này", nhưng cậu sẵn sàng bảo vệ Yuuki vì lợi ích của Kaname khi Kaname đã thông báo rằng Yuuki là người yêu của cậu. Aidou cuối cùng cũng phát triển sự hiểu biết về Yuuki khi cô chứng tỏ rằng mình sẽ mãi trung thành với Kaname, không kể cậu nói gì hay làm gì. Khi Yuuki được phát hiện ra là một vampire thuần chủng của gia tộc Kuran, Aidou khó mà điều chỉnh bản thân để xem cô theo cách tôn trọng hơn, và thường xuyên phải sửa chữa bản thân.
Aidou là người duy nhất chứng kiến Kaname giết Shizuka Hiou, dù vậy cậu vẫn rất trung thành với Kaname và sẵn sàng cho Kaname mượn sức mạnh của mình để giúp tìm những kẻ đã giết cha mẹ của Kaname. Mặc dù Kaname từ chối sự giúp đỡ của Aidou để giữ Aidou không đặt bản thân vào nguy hiểm, cậu vẫn tiếp tục điều tra sau lưng Kaname để khám phá những kẻ thù có thể có của gia tộc Kuran và những bí mật mà Kaname đang che giấu.
Ở chương 39 cậu được nhìn thấy khi giúp đỡ và đi theo cô dưới lệnh của Kaname. Anh được Kaname phái đi bảo vệ Yuuki. Anh cũng không oán hận Kaname vì Kaname đã giết cha mình. Anh đã giúp Yuuki quản lý lớp ban đêm khi cô thành lập lớp ban đêm tại trường. Aidou cũng là một nhân vật có tình cảm với Yuuki nhưng tình cảm đó vẫn chưa đủ lớn.
Akatsuki Kain (Kain Akatsuki) (Cain Akatsuki) (Hán-Việt: Giá Viện Hiểu)
SInh ngày 29 tháng 7, tuổi 17, cao 1.88m, Vampire LEVEL B. Là họ hàng của Aidou và là một người khác của "cánh tay phải của Kaname-sama". Thái độ thờ ơ của cậu đôi khi đưa cả cậu và Aidou vào rắc rối. Nickname của cậu là "Wild", mặc dù sự thật là cậu thoải mái hơn Aidou. Cậu có khuynh hướng nhận lỗi cho những hành động của các vampire khác, đặc biệt là Aidou, dù cậu không liên quan và thường kết quả là nhận hình phạt. Trong một phụ mục của tập 2 ("Tôi Phải Được Sinh Ra Dưới Ngôi Sao "Nạn Nhân Của Những Hoàn Cảnh"…"), cậu cho rằng Kaname là "lãnh đạo". Cậu rất nhạy cảm và có thể cảm nhận được những cảm giác của người khác, đặc biệt là của Aidou và Ruka. Đầu tiên cậu nghi ngờ Zero đã giết Shizuka, nhưng hầu như nhận ra ngay đó không phải là những gì đã xảy ra. Kain có vẻ như có tình cảm với Ruka. Khả năng của Kain đối lập với Aidou, sức mạnh điều khiển lửa, và dùng nó để giết những vampire cấp E khi chúng tấn công sinh viên của Lớp ban ngày. Anh cúng Ruka giúp Kaname khi Kaname bỏ đi. Kain yêu Ruka nhưng không dám bày tỏ vì anh biết Ruka vẫn luôn yêu Kaname. Anh đã Suýt giết Kaname khi Kaname làm Ruka bị thương.
Ruka Souen (Souen Ruka) (Souen Luca) (Hán-Việt: Tảo Viên Lưu Giai)
Sinh ngày 20 tháng 9,tuổi 17, cao 1.69m, Vampire LEVEL B. Một nữ vampire xinh đẹp, rất nổi tiếng đối với những sinh viên của Lớp ban ngày, là một trong những người trung thành nhất với Kaname và luôn sẵn sàng bảo vệ anh. Cô có vẻ không thích Yuuki vì Kaname yêu Yuuki. Rõ ràng là thậm chí trước khi gặp Kaname, Ruka đã luôn có tình cảm với anh đến độ muốn cho anh máu của mình. Mặc dù Ruka rất thích Kaname, anh chẳng hề đáp lại tình cảm ấy. Anh chỉ uống máu của Ruka duy nhất một lần để bảo vệ Yuuki khỏi ham muốn cắn cô trong anh, và từ đó anh luôn từ chối cô một cách lịch sự. Ruka rất buồn với sự thực rằng Kaname đã chọn Yuuki là người yêu, nhưng cuối cùng thì cô cũng chấp nhận Yuuki khi cô phát hiện ra Yuuki chính là cô em gái vampire thuần chủng của Kaname. Ruka thậm chí đưa cho Aidou giày để đưa cho Yuuki mang. Ở chương 39, cùng với Kain và những thành viên khác của Lớp ban đêm, cô đã che chở cho các sinh viên của Lớp ban ngày khỏi những vampire cấp E. Cô dường như đã trưởng thành và bình tĩnh hơn nhiều, và nhận ra mình đã khá trẻ con và ngốc nghếch trước đây, tuy nhiên cô vẫn thể hiện tình cảm với Kaname nhiều như trước nhưng với một vẻ điềm tĩnh mới. 
Trong anime, cô có khả năng điều khiển tâm trí. Trong manga, cô có khả năng tạo ra ảo ảnh. Trong khi cố ngăn 
Zero và Kaname đánh nhau cô đã bị Kaname làm bị thương bởi vũ khí của Hunter.
Senri Shiki (Shiki Senri) (Hán-Việt: Chi Quỳ Thiên Lý)
Sinh ngày 10 tháng 3, tuổi 16, cao 1.73m, Vampire LEVEL B.Một trong những thành viên trẻ nhất của Lớp ban đêm. Cậu làm công việc người mẫu cùng với Rima Touhya. Khi Lớp ban đêm nhận được yêu cầu săn lùng một vampire cấp E, Shiki thường là người thực hiện. Vũ khí của Shiki là một sợi roi được làm từ máu của cậu. cha của Shiki là Rido Kuran (chú của Kaname), vì thế nên Shiki, Kaname và Yuuki là họ hàng, và chú của mẹ cậu là một thành viên của hội đồng. Mẹ của Shiki từng là diễn viên, vì thế gia đình cậu khá là nổi tiếng. Hiện tại cơ thể của Shiki đang bị chiếm dụng bởi linh hồn của cha cậu, người được cho là đã chết. Trong suốt trận chiến với Rima, người cố thuyết phục Shiki chống lại Rido và "Ngừng trở thành thằng ngốc", Shiki đã cố gắng lấy lại điều khiển, trong khi Rido nói với cậu điều ngược lại. Hiện tại, cậu đang trong tình trạng không còn ý thức vì đã bị Rido điều khiển trong một thời gian dài. Shiki rất gắn bó với Rima và về sau tình cảm của hai người cũng trở thành tình yêu.
Rima Touya (Touhya Rima) (Tooya Lima) (Hán-Việt: Viễn Thi Lỵ Ma)
Sinh ngày 19 tháng 4, tuổi 16, cao 1.65m, Vampire LEVEL B. Một trong những thành viên trẻ nhất của Lớp ban đêm. Sức mạnh của Rima là phát ra tia sét. Cô cũng là người mẫu cùng với Senri Shiki. Mối quan hệ chính xác của cô và Shiki vẫn chưa được biết, mặc dù người ta luôn thấy họ bên nhau, biểu hiện một mối quan hệ thân thiết. Cô cũng rất quan tâm đến Shiki và có tính cách khá giống với Shiki.
Sau khi nghi ngờ Shiki đã thay đổi kể từ khi cậu quay lại trường, cô đã đối mặt với Rido (người đang trong thể xác của Shiki) và bảo ông ta hãy rời khỏi người Shiki vì cô nghĩ ông ta không phải là Shiki. Trong suốt trận chiến với Rido, cô đã phát hiện ra mình có một khả năng đặc biệt là điều khiển sét hoặc điện năng. Cô bị Rido làm bị thương, nhưng đã được Ichijou cứu, cậu đã đi theo để bảo vệ cô. Cô yêu Shiki. Cô cố gắng thuyết phục Shiki cố thoát khỏi tình trạng hiện nay của cậu và gọi cậu là tên ngốc vì đã để cho Rido điều khiển mình. Bị thương nặng cô được Ichijou đưa về nhà.

### Nhân vật khác
Sayori Wakaba (Wakaba Sayori)
Bạn thân của Yuuki, Yuuki thường gọi cô là Yori-chan. Là một trong số ít nữ sinh không quan tâm lắm đến Lớp ban đêm. Cô nhận thấy họ có gì đó đáng sợ và cô thích chơi với Lớp ban ngày hơn. Yori cũng rất tinh mắt. Cô chú ý đến nhiều thứ khi Yuuki bị tổn thương. Cô giúp Yuuki rất nhiều. Ở chương 39, Yori biết được Yuuki là một vampire sau khi Hanabusa bảo vệ cô khỏi một vampire cấp E, thuộc hạ của Rido. Nhưng cô vẫn chấp nhận Yuuki. Một sự thật về cô đã được hé lộ, Yori là con gái của một lãnh đạo trong Ban quản trị trường Kurosu.
Ichiru Kiryuu (Kiryuu Ichiru) (Kiryu Ichiru) (Hán-Việt: Trùy Sinh Nhất Lũ)
Tuổi 17, cao 1.81m.Là em trai song sinh của Zero. Khi còn nhỏ, họ cùng được Toga Yagari dạy dỗ để trở thành thợ săn vampire. Tuy nhiên Ichiru có vẻ như không có được các khả năng tự nhiên như Zero và khá là ốm yếu. Zero và Ichiru từng rất thân thiết khi còn nhỏ, mặc dù về sau Ichiru chứng tỏ cậu ghét Zero sau khi nghe trộm được rằng bố mẹ coi trọng Zero hơn cậu. Shizuka để cho Ichiru uống máu của mình nhằm làm cho cậu ta trở nên mạnh hơn và chữa hết những bệnh mà cậu ta có từ nhỏ, mặc dù cô ta không biến cậu thành một vampire và cậu vẫn là người. Hiện tại cậu theo học Lớp ban ngày của học viện thể theo yêu cầu của cha Shiki, Rido Kuran.
Ichiru đã yêu Shizuka từ lâu và luôn có ý định để cô biến mình thành Vampire, nhưng Shizuka không đồng ý, cô không muốn cậu lặp lại phần ký ức về cái chết của người mà cô yêu thương. Có vẻ như Rido đã hứa hẹn với Ichiru rằng ông ta sẽ giết những người đã giết Shizuka Hiou, đây có thể là lý do chính giải thích tại sao Ichiru lại làm việc cho Rido Kuran. Bây giờ cậu đang đi theo Zero, để xem ai là người săn vampire giỏi nhất. Ichiru cũng đã cảnh báo Zero tránh xa Yuuki và nói rằng "Sở thích của anh tệ quá". Ở chương 39, Ichiru xuất hiện khi Zero đang bắt giữ tù nhân và bắn cậu với khẩu súng "Hoa hồng đẫm máu" của Zero.
Hiệu trưởng Kaien Kurosu (Cross Kaien Rijichou)
Là cha nuôi của Yuuki, cũng là người nhận nuôi Zero trong vài năm. Hiệu trưởng Kurosu mong muốn có hòa bình giữa con người và vampire, và thành lập Lớp ban đêm để phát triển hiểu biết giữa hai bên. Kurosu có thói quen chọc tức Zero, và phần nào hơi lập dị một chút, nhưng ông cũng rất nghiêm túc khi cần. Ở chương 27, sự thật được bày rõ rằng ông từng là một thợ săn vampire. Ông cũng khá thân thiết với Kaname, và biết bố mẹ của Kaname (cả hai đều đã chết) vì ông mang ơn cứu mạng của họ. Ông cũng biết Yuuki là một vampire thuần chủng, và ông đã chọn cách không tiết lộ điều đó. Tuổi thực của ông là hơn 200 tuổi.
Toga Yagari (Yagari Touga)
Là thợ săn vampire hàng đầu, trước đây từng huấn luyện Zero thành một thợ săn vampire. Ông đã mất mắt phải của mình khi cố cứu Zero cách đây khá lâu. Ông từng xuất hiện một lần tại học viện Kurosu, làm việc trong một thời gian ngắn với vai trò giáo viên dạy thế ở Lớp ban đêm, và quyết định xem có nên xem Zero là nguy hiểm hay không. Ông xuất hiện một cách ngắn gọn trong tập 5, khi ông bị shock về quyết định giết Zero của Viện Nguyên Lão. Ông cũng xuất hiện ở cuối chương 36, đưa khẩu "Hoa hồng đẫm máu" cho Zero.
Kaito Takamiya 
Anh cũng vốn là học trò của Yagari. Anh lớn tuổi hơn Zero và được Zero coi như "bảo hiểm" mới thay thế cho Yuuki.
Shizuka Hiou (Hiou Shizuka) (Hán Việt: Phi Anh Nhàn): Chiều cao 1.7m, một trong số các khả năng của Shizuka là điều khiển thực vật.
Là vampire thuần chủng đã cắn Zero; thậm chí những vampire bạn bè của cô cũng cảm thấy không thoải mái khi ở bên cạnh cô. Cô được giới vampire gọi là "nàng công chúa điên loạn". Người hầu mà Shizuka yêu (vốn là người trước khi bị biến thành vampire, đã bị hiệp hội thợ săn xếp sai loại xuống thành vampire cấp E) đã bị giết bởi Kiryuu, một thợ săn vampire theo lệnh. Điên tiết và muốn trả thù, cô ta tấn công gia đình Kiryuu, giết cha mẹ của Zero và Ichiru, biến Zero thành vampire. Tình yêu đơn phương của Ichiru dành cho Shizuka cũng được khắc họa rõ nét. Dù tàn sát cha mẹ và anh trai Ichiru nhưng Shizuka không hề muốn Ichiru thành Vampire dù cho cậu ta thật sự mong muốn được trở thành kẻ hầu của cô.
Máu của Shizuka có thể ngăn không cho Zero bị thoái hóa xuống cấp E, vì thế Yuuki đã mạo hiểm mạng sống của mình để Zero có thể uống máu của Shizuka. Tuy nhiên, để bảo vệ Yuuki, Kaname giết Shizuka và uống máu cô ta, chỉ chừa lại một ít cho Zero. Thật không may, số máu này đã bị Ichiru, người đến hiện trường đầu tiên, uống mất. Trước khi chết, Shizuka cảnh báo Kaname rằng anh sẽ sống trong bóng tối và đã tự đem đến cho mình một tương lai đầy tai họa. Cô là hôn thê của Rido Kuran, nhưng họ chưa bao giờ cưới nhau vì ông ta đã mất tích trước khi cô ta chết. Shizuka trả thù nhà Kiriyu và biến Zero thành kẻ hầu để dễ dàng tìm kiếm và giết vị hôn phu Rido, kẻ thù thật sự của cô.
Asato Ichijou (Ichijou Asato)
Là ông của Takuma và là thành viên của Viện Nguyên Lão. Ông ta muốn trở thành người bảo hộ cho Kaname sau khi cha mẹ anh chết, nhưng Kaname đã không chấp nhận. Ông ta cho phép Takuma theo học ở học viện Kurosu với mục đích theo dõi Kaname. Tuổi tác và cách cư xử của ông mang lại nỗi sợ cho nhiều vampire, mặc dù vậy Aidou và Ruka đã thẳng thắn đối diện với Asato khi ông ta ngụ ý rằng ông ta muốn uống máu của Kaname. Nhiều người gọi ông ta là "Lão Nhất". Ông bị Takuma giết chết.
Sara Shirabuki (Shirabuki Sara) (Hán Việt Bạch Lộ Canh)
Chiều cao: 1.71m. Có vẻ như một trong số khả năng của cô ta là nhiệt độ (lửa). Một nữ vampire xinh đẹp của gia tộc Shirabuki. Cô xuất hiện tại một buổi tiệc được gia đình Aidou tổ chức và nói với Kaname rằng "Chúng ta, những vampire thuần chủng phải dính chặt lấy nhau". Mong muốn thành nữ hoàng thống trị cả thế giới và đã nuốt trọn vị hôn phu của mình trong bữa tiệc nhà Kuran.
Đây là một cô gái độc ác muốn tận dụng hết khả năng của thuần chủng, không muốn sống một cuộc sống tẻ nhạt không biết khi nào chết của Vampire thuần chủng. Cô muốn biến học viện Kurosu trở thành công cụ, vũ khí chống lại vua - Kaname và cô em gái của gia tộc thuần chủng mạnh nhất - Kuran. Ở cuối chap 84 Sara bị kim loại thủy tổ đâm xuyên "tim". Cô gọi Zero là con "búp bê sát thủ". Cô cho Zero uống máu mình để có sức mạnh để trả thù. cô là người giết Ouri-vị hôn phu của mình.
Seiren (Seiren) (Hán-Việt: Tinh Luyện)
Cao 1.69. Seiren là 1 cô gái 18 tuổi, một sinh viên của Lớp ban đêm. Seiren có vẻ là một cô gái kiệm lời và rất đáng tin cậy khi được giao nhiệm vụ. Cô lạnh lùng, nhưng lại là người rất trung thành. Seiren có thể lập tức cảm nhận được sự nguy hiểm từ xa. Một số người nói rằng cô quá nghiêm túc. Cô sử dụng sức mạnh vật lý để chiến đấu, thông thạo võ thuật cũng như những vũ khí của ninja, Seiren có thể hạ gục đối thủ chỉ trong chớp mắt.
Cô là vệ sĩ không chính thức của Kaname. Cô thường là người đầu tiên bảo vệ Kaname khỏi bất cứ ai mà cô cho là mối đe dọa. Ví dụ, Seiren chỉ vừa đủ kiềm chế để không giết Zero khi cậu chĩa khẩu súng về phía Kaname vì anh đã so sánh cậu với một vampire cấp E. Ngoài ra cô còn hoạt động như một điệp viên cho Kaname.
Maria Kurenai (Kurenai Maria)
Một người họ hàng rất xa của Shizuka Hiou. Cô cho phép Shizuka chiếm hữu mình với điều kiện uống máu của Shizuka, thứ sẽ làm cho cơ thể xanh xao ốm yếu của cô khỏe mạnh. Nhờ vào cái chết không đúng lúc của Shizuka, lời hứa này không bao giờ được thực hiện. Maria đã được trở về với gia đình sau việc xảy ra với Shizuka, nhưng cô đã nhờ Yuuki nói với Zero rằng nếu cậu có gặp lại Ichiru lần nữa, hãy nói với Ichiru rằng Maria muốn gặp cậu ta. Maria đã xuất hiện trở lại với tư cách là học sinh lớp đêm do Yuuki thành lập ở Học viện Cross. Cô thể hiện khá rõ tình cảm với Zero.
Rido Kuran (Kuran Rido) (Clan Lido) (Hán-Việt: Cửu Lan Lý Thổ)
Hơn 3000 tuổi, cao 1.86m. Một vampire thuần chủng, cha của Senri Shiki, anh trai của Haruka Kuran và là chú của Yuuki. Ông ta được cho là đã chết và thể xác thật của ông chứng tỏ điều đó. Tuy nhiên, ông ta vẫn có khả năng chuyển linh hồn của mình sang những cơ thể khác và nắm quyền điều khiển. Đôi mắt của ông ta có hai màu khác nhau (đỏ thẫm và xanh da trời), và khi linh hồn ông ta chuyển sang cơ thể khác, cơ thể đó có đôi mắt hai màu khác nhau. Linh hồn của Rido đã từng ở trong thể xác của con trai Shiki.
Rido cũng biết được rằng hôn thê của ông ta, Shizuka Hiou, đã bị Kaname giết và tỏ ra vui mừng khi biết điều đó. Rido là người đã làm cho Kaname sống lại, và Kaname vốn dĩ là vampire thủy tổ. Đây là lý do vì sao không không thể giết ông ta. Ở hai chương 38 và 39, Kaname trao dòng máu Kuran cho Rido để phục hồi cơ thể. Trong Anime, Rido đã nhận lầm Yuuki là Jurri và khao khát muốn uống máu của cô nhưng đã được Zero kịp thời ngăn chặn và tiêu diệt.
Juuri Kuran (Kuran Juuri) (Clan Juri) (Hán-Việt: Cửu Lan Thụ Lý)
Gần 3000 tuổi, cao 168 cm. Là mẹ của Yuuki, và là một vampire thuần chủng. Bà giống như một phiên bản lớn tuổi hơn của Yuuki. Juuri là vợ và là em gái của Haruka Kuran. 10 năm trước, khi Rido Kuran xuất hiện, bà đã xóa đi 5 năm ký ức của Yuuki, vì bà muốn con mình sống cuộc sống của người bình thường. Hiệu trưởng Kaien Kurosu đã nói rằng ông đang mắc nợ bà. Ước nguyện cuối cùng của bà là Kaname sẽ chăm sóc cho Yuuki. Juuri bừng sáng như mặt trời, bà đã có một cuộc sống nữ sinh cấp ba bình thường, đó cũng là quãng thời gian tình yêu giữa Juuri và Haruka bắt đầu. Bà cũng luôn mong muốn Kaname có thể tươi cười chứ không u ám nên luôn để Kaname sang chơi với Takuma Ichijou
Haruka Kuran (Kuran Haruka) (Clan Haruka) (Hán-Việt Cửu Lan Du)
Hơn 3000 tuổi, cao 1.85m. Là cha của Yuuki và cũng là một vampire thuần chủng. Haruka đã bị anh trai của mình, Rido Kuran, giết khi ông cố gắng ngăn Rido giết Yuuki 10 năm về trước. Ông luôn biết Viện Nguyên Lão đang cố gắng sử dụng những vampire thuần chủng vì giá trị của sự tồn tại của họ và sức mạnh của dòng máu đang chảy trong người họ. Haruka là người điềm tĩnh.

## Vampire Knight OST [PV]
Những bài hát được sử dụng làm OP và ED cho anime Vampire Knight

### Opening
| #                       | Opening                   | Opening                        | Opening                    | Opening   | Opening |
| #                       | Kana/kanji                | Phiên âm Tiếng Anh             | Tiếng Việt                 | Trình bày |         |
| 1 Vampire Knight        | 『ふたつの鼓動と赤い罪 』 | Futatsu no Kodou to Akai Tsumi | Hai nhịp đập đỏ và lỗi lầm | ON/OFF    |         |
| 2 Vampire Knight Guilty | 『輪廻-ロンド-』          | Rinne - Rondo                  | Luân hồi ~Rondo~           | ON/OFF    |         |

### Endings
| #                       | Ending         | Ending             | Ending        | Ending          | Ending |
| #                       | Kana/kanji     | Phiên âm Tiếng Anh | Tiếng Việt    | Trình bày       |        |
| 1 Vampire Knight        | 『Still Doll』 | Still Doll         | Vẫn là búp bê | Kanon Wakeshima |        |
| 2 Vampire Knight Guilty | 『砂のお城』   | Suna No Oshiro     | Lâu đài cát   | Kanon Wakeshima |        |